# Al-Mushafî
Al-Mushafî, mort en 983, est un vizir berbère du calife al-Hakam II.
En 967, il choisit celui qui allait devenir Almanzor pour administrer les biens de la favorite Subh et de l'un de ses fils. Devenu chef de l'administration centrale (hâdjib) à Cordoue, il déjoua en 976 un complot de dignitaires esclavons lors de la succession de son maître et assura le trône au jeune Hicham II, fils d'Al-Hakam et de Subh en faisant étrangler l'oncle du calife.
Sa position, son népotisme, son origine berbère finirent par provoquer jalousies ou critiques. Almanzor décida alors de changer d'alliance et épousa la fille du gouverneur Ghâlib, un des pires ennemis d'al-Mushafî, lequel fut arrêté le 26 mars 978 avec ses fils et son neveu sans que Subh s'y oppose. Almanzor prit alors le pouvoir.
Dépossédé de ses biens, humilié, il fut finalement exécuté dans sa cellule en 983.